# Фаркаша (Нямц)
Фаркаша (рум. Farcașa) — село у повіті Нямц в Румунії. Адміністративний центр комуни Фаркаша.
Село розташоване на відстані 302 км на північ від Бухареста, 47 км на північний захід від П'ятра-Нямца, 132 км на захід від Ясс.

## Населення
За даними перепису населення 2002 року у селі проживали 1250 осіб. Усі жителі села рідною мовою назвали румунську.
Національний склад населення села:
| Національність | Кількість осіб | Відсоток |
| -------------- | -------------- | -------- |
| румуни         | 1242           | 99,4%    |
| цигани         | 8              | 0,6%     |